# Кастаньто
Кастаньто (італ. Castagnito, п'єм. Castagnì) — муніципалітет в Італії, у регіоні П'ємонт,  провінція Кунео.
Кастаньто розташоване на відстані близько 480 км на північний захід від Рима, 45 км на південний схід від Турина, 60 км на північний схід від Кунео.
Населення — 2168 осіб (2014).
Щорічний фестиваль відбувається 24 червня. Покровитель — святий Іван Хреститель.

## Демографія
Населення за роками:

Станом на 1 січня 2023 року в муніципалітеті офіційно проживало 329 іноземців з 22 країн, серед них 152 громадяни країн Євросоюзу та 4 громадяни України.

## Сусідні муніципалітети
- Барбареско
- Кастеллінальдо
- Гуарене
- Мальяно-Альфієрі
- Неїве
- Вецца-д'Альба